# لوکوس (زبان دیداری)
لوکوس، LoCoS (مخفف Lovers Communication System) یک زبان دیداری است که توسط یوکیو اوتا از ژاپن در سال ۱۹۶۴ توسعه یافت. این زبان برای ارتباط ناشنوایان و همچنین افراد بی‌سواد طراحی شده بود. لوکوس یک زبان جهانی و ساده است، و همان‌طور که یوکیو اوتا بیان کرد: «این زبان باید بر اهمیت ارتباطات میان همه‌ی مردم تمام کشورهای جهان تأکید کند.» 
لوکوس LoCoS به عنوان یک زبان نشانه‌ای دیداری برای ارتباطات جهانی معرفی شده است.

## تاریخجه
در طول قرن‌ها، نظریه‌پردازان و طراحان مختلفی به زبان‌های مصنوعی، جهانی و قابل‌رؤیت علاقه‌مند بوده‌اند و پیشنهادهایی ارائه داده‌اند که هدف آن‌ها یادگیری و استفاده آسان توسط مردم سراسر جهان بوده است، ایده‌ی آن‌ها زبانی مشابه به زبانی فراساخته همچون اسپرانتو اما به شکلی دیداری بود. برای مثال، در قرن بیستم، سی.کی. بلیس در استرالیا، مهندس شیمی اتریشی-استرالیایی، بلیسیمبولیکس (Blissymbolics) را اختراع کرد، و تلاش کرد سازمان ملل متحد را متقاعد کند که بلیسیمبولیکس را به عنوان یک زبان کمکی جهانی و قابل‌رؤیت اعلام کند. چندین سال بعد از تلاش‌های سی.کی. بلیس، طراح گرافیک و طراح نشانه‌ها یوکیو اوتا نیز به این ایده علاقه‌مند شد و در سال ۱۹۶۴ نسخه خود از یک زبان جهانی نشانه‌ها به نام لوکوس LoCoS را معرفی کرد که نام آن مخفف «سیستم ارتباطی عشاق» (Lovers Communication System) است. زبان لوکوس LoCoS که در سال ۱۹۶۴ اختراع شد، در سال ۱۹۷۳ در یک کتاب مرجع ژاپنی درباره‌ی آن منتشر شد. اوتا از زمان طراحی این نشانه‌ها، سخنرانی‌هایی درباره لوکوس LoCoS در سراسر جهان ارائه کرده و چندین مقاله به زبان انگلیسی منتشر کرده است که در آن‌ها طراحی خود را توضیح می‌دهد. 

## نمادها

نشانه‌ی «احساس» در زبان لوکوس

نشانه‌ی «فکر» در زبان لوکوس

LoCoS با زبان‌های طبیعی الفبایی تفاوت دارد، زیرا معنی واژه‌ها و فرم بصری آن‌ها به‌طور نزدیکی مرتبط هستند. LoCoS با دیگر زبان‌های دیداری نیز تفاوت دارد؛ به عنوان مثال، نمادهای بلیسیمبولیکس (Blissymbolics) از نمادهای انتزاعی‌تری استفاده می‌کنند، در حالی که نشانه‌های لوکوس LoCoS بیشتر شمایلی (آیکونیک) هستند. همینطور بر خلاف نویسه‌های چینی، لوکوس LoCoS کمتر انتزاعی است، زیرا نمادهای اشیاء ملموس مانند یک علامت راهنمایی، تصاویر آن اشیاء را نشان می‌دهند. اما مانند نشانه‌های چینی یا کانجی، یک نشانه به یک مفهوم اشاره می‌کند، اگرچه مفاهیم ترکیبی نیز وجود دارند. به گفته اوتا، لوکوس LoCoS نشانه‌ها را به‌طور کارآمدتری نسبت به نویسه‌های سنتی چینی استفاده می‌کند.

در لوکوس LoCoS هشت نماد اصلی وجود دارد. خورشید یا روز با یک دایره نشان داده می‌شود. مرد با یک شکل حلقه‌ای نشان داده می‌شود. یک شیء با یک مربع نشان داده می‌شود. فکر با یک مثلث که بالای آن کمی بریده شده است، نشان داده می‌شود. احساس با یک قلب نشان داده می‌شود. زمین یا مکان با یک خط صاف نشان داده می‌شود. نشانگر سوال، یک علامت سوال است. و در نهایت، وجود با یک نقطه واحد نشان داده می‌شود.

## واژه‌ها

نشانه‌ی «امروز» در زبان لوکوس

واژه‌ها با ترکیب نمادهای مختلف به روش‌های گوناگون ساخته می‌شوند. برای مثال، اگر یک نقطه داخل یک دایره قرار دهید، نشان‌دهنده «امروز» خواهد بود، یا اگر یک ماهی داخل یک شکل حلقه‌ای قرار دهید، به معنای «ماهیگیر» خواهد بود. حدود ۸۰ واژه رسمی وجود دارد که بر اساس کتاب یوکیو اوتا تأیید شده‌اند. واژه‌های بیشتر به شرطی که از قواعد پایه‌ای ساخت واژه پیروی کنند، می‌توانند ایجاد شوند.

## جملات
جملات با ترکیب واژه‌ها به شکلی قاعده‌مند تشکیل می‌شوند. سه ردیف وجود دارند که هنگام نوشتن جملات مورد استفاده قرار می‌گیرند. ردیف وسط برای واژه‌های اصلی (اسم‌ها، فعل‌ها و مفعول‌های مستقیم/غیرمستقیم) استفاده می‌شود. ردیف بالا برای اصلاح فعل‌ها با قیدها و ردیف پایین برای اصلاح اسم‌ها با استفاده از صفت‌ها به کار می‌رود.